# Francis Preserved Leavenworth

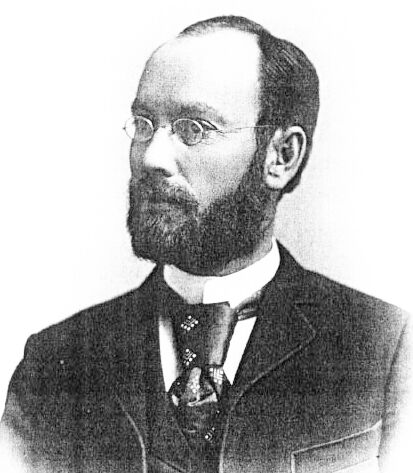
Francis Preserved Leavenworth

Francis Preserved Leavenworth (Mount Vernon (Indiana), 3 de septiembre de 1858 - 12 de noviembre de 1928) fue un astrónomo estadounidense que descubrió numerosos objetos del catálogo NGC/IC junto con Frank Muller y Ormond Stone utilizando un telescopio refractor de 26 pulgadas del Observatorio Leander McCormick en Charlottesville, Virginia